# 阿尔贝特·格维兹门松
阿尔贝特·西于聚尔·格维兹门松（1923年10月5日—1994年4月7日） ，是冰島首位職業足球選手，曾效力於流浪者、阿森纳、南锡以及AC米兰。從職業足球界退役後從政，曾擔任冰島國會議員長達15年，亦曾擔任該國財政部長及工業部長。1980年參選總統，最終以第三高票落選。